# Rocky Raccoon
A Rocky Raccoon a The Beatles angol rockegyüttes dala az 1968-as azonos című (vagy más néven Fehér Album) dupla nagylemezről. Valójában a dalt Paul McCartney írta, bár Lennon–McCartney
szerzeményként jelölték meg. McCartney az indiai Risikésben kezdte el írni a dalt, ahol az együttes tagjai a transzcendentális meditációt tanulmányozták 1968 első hónapjaiban. John Lennon és a skót énekes-dalszerző, Donovan, akik elvonulásuk alkalmával csatlakozott a The Beatleshez, szintén hozzájárultak a dal megalkotásában. A dal ihlette a Marvel Comics egy karakterének, Modrálynak (,akit Bill Mantlo és Keith Giffen alkotott meg) a nevét, valamint karakterjegyeit is.

## A dal szerkezete
A dal, egy country stílusú ballada. Címe a karakter nevéből származik, amelynek eredetileg a Rocky Sassoon volt a neve, de McCartney később Rocky Raccoon-ra változtatta meg, mert szerinte „ez inkább hangzik cowboy-snak”. A The 13th Floor Elevators egykori dobosa, Danny Thomas azt állította, hogy a Rocky nevet Roky Erickson, az együttes akkori énekese és gitárosa ihlette. Kenneth Womack, a The Beatles történésze szerint McCartney Robert Service The Shooting of Dan McGrew című verséből merített ihletet a dalhoz. A vadnyugati stílusú bárzongorán George Martin producer játszott. A Rocky Raccoon egyben az utolsó The Beatles-dal, amelyen John Lennon szájharmonikán játszik.
A dalszöveg egy szerelmi háromszög körüli konfliktust ír le, amelyben Rocky barátnője, Lil Magill (akit a közvélemény csak Nancy-ként ismert) elhagyja őt egy Dan nevű férfiért, aki Rockyt szemen üti. A fiú erre bosszút esküszik, és szobát foglal a város szalonjában, ahol Dan és Nancy is tartózkodik. Fegyverrel a kezében beront Dan szobájába, de Dan kihúzza magát a helyzetből és lelövi. Egy részeg orvos látja el Rocky sebeit, amely állítása szerint kis méretű. Visszabotorkálva a szobájába, ahol talál egy a Gideons International által kiadott Bibliát, és ezt Isten jelének veszi.
Starr hangsúlyos dobpergése a „He drew first and shot” sor után (amelyben pisztolyhangot utánoz) a szófestés egyik példája.
A dal 8. felvétele során (amely az Anthology 3-on szerepelt) McCartney a „stinking of gin” sor helyett még a „sminking” szót használja (feltehetően összekeverte a két szót). Ettől elnevette magát, és felkiáltott: "Sminking?!" és befejezi a dal fennmaradó sorait. Ezen a felvételen van egy további észrevehetően eltérés a bevezetőben: Rocky egy minnesotai kisvárosból ("a little town in Minnesota") származik, nem pedig az album változatból jól ismerős Fekete dombok környékéről ("somewhere in the black mining hills of Dakota"). Ezenkívül a 8. felvételen McCartney hamis nyugat-amerikai akcentusa hangsúlyosabban hallatszódik.

## A dal öröksége
A Mojo magazin egy 2008 októberi interjújában McCartney elismerte, hogy a dal stílusa paszticcsó, és azt állította: "Alapvetően átvertem a folkénekeseket." Lennon McCartney szerzeménynek tulajdonította a dalt, mondván: "Nem tudtad kitalálni? Elmentem volna annyi bajba Gideon Bibliájával és minden ilyesmivel?"
A Fehér Album megjelenésének 50. évfordulójával egy időben Jacob Stolworthy, a The Independent munkatársa a 22. helyre sorolta a Rocky Raccoon-t a nagylemez 30 száma közül. A dalt "McCartney dalszerzői sokoldalúságának bizonyítékának" nevezte, és folytatta, hogy a dalt "egy vibráló lebúj zongora erősíti az együttes producerétől, George Martintól".
A dal ihlette a Marvel Comics egyik karakterét, Mordálynak a nevét.
A TIMS ausztrál együttes 1990-es Hot Dogma album egyik dala, a While My Catarrh Gently Weeps a Rocky Raccoon-ra is tesz utalást, mint egy szélhámosra, aki átveszi a téma helyét a Fehér Albumon.

## Közreműködött
Ian MacDonald szerint:
- Paul McCartney – ének, akusztikus gitár
- John Lennon – vokál, harmónium, Fender Bass VI típusú basszusgitár, szájharmonika
- George Harrison – vokál, basszusgitár
- Ringo Starr – dob
- George Martin – bárzongora
- Yoko Ono – vokál

## Feldolgozások
- Jack Johnson
- James Blunt
- A Phish együttes feldolgozása az 1994-es Live Phish Volume 13. albumon.[11]
- Jimmy Buffett

## Fordítás
Ez a szócikk részben vagy egészben  a   Rocky Raccoon című angol Wikipédia-szócikk fordításán alapul.  Az eredeti cikk szerkesztőit annak laptörténete sorolja fel. Ez a jelzés csupán a megfogalmazás eredetét és a szerzői jogokat jelzi, nem szolgál a cikkben szereplő információk forrásmegjelöléseként.

### Angol nyelvű
Sheff, David: All We Are Saying: The Last Major Interview with John Lennon and Yoko Ono. New York: St. Martin's Press, 2000. ISBN 0-312-25464-4

### Magyar nyelvű
- Bánosi György – Tihanyi Ernő: Beatles zenei kalauz. Az együttzenélés és a szólóévek. 1958–1999. Budapest: Anno Kiadó, 1999. ISBN 963-853-895-3
- Barry Miles: Paul McCartney; ford. Lénárt Levente; Cartaphilus, Budapest, 2009 (Legendák élve vagy halva) ISBN 978-963-2660-96-7
- Ian MacDonald: A fejek forradalma. A Beatles és a hatvanas évek. (ford. Révbíró Tibor) Budapest: Helikon Kiadó, 2015. ISBN 978-963-227-468-3
- Marsi József: Beatles Kódex – A Beatles együttes teljes életművének enciklopédiája. (bővített kiadás) Budapest: Könyvműhely, 2022. ISBN 978-615-01-5036-9

## Külső hivatkozás
Allan W. Pollack megjegyzései a Rocky Raccoon dalhoz